# Itame varadaria
Itame varadaria är en fjärilsart som beskrevs av Walker 1860. Itame varadaria ingår i släktet Itame och familjen mätare. Inga underarter finns listade i Catalogue of Life.